# Riedelia eupteron
Riedelia eupteron är en enhjärtbladig växtart som beskrevs av Theodoric Valeton. Riedelia eupteron ingår i släktet Riedelia och familjen Zingiberaceae. Inga underarter finns listade i Catalogue of Life.